# Centaur Car Company
Centaur Car Company war ein US-amerikanischer Hersteller von Automobilen.

## Unternehmensgeschichte
Das Unternehmen wurde am 12. Januar 1984 gegründet. Der Sitz befand sich in Garden Grove in Kalifornien. Registriert war es allerdings in Florida. Direktor war Leon Francis Ellery aus Rockledge in Florida. 1985 begann die Produktion von Automobilen. Der Markenname lautete Centaur. 1986 endete die Produktion. Die letzte überlieferte Aktion stammt vom 14. November 1986.
Es gab keine Verbindung zur Centaur Motor Corporation aus Wisconsin, die bis 1985 den gleichen Markennamen verwendeten.

## Fahrzeuge
Das einzige Modell 7 war ein Fahrzeug im Stil des Lotus Seven. Ein Monocoque aus Stahl bildete das Fahrgestell. Viele verschiedene Motoren standen zur Wahl. Dazu gehörten auch Wankelmotoren von Mazda.